# Ignaz von Korda
Ignaz Vincenz Kamillus Freiherr von Korda (Josefstadt, 12. rujna 1858. – Beč, 11. prosinca 1918.) je bio austrougarski general i vojni zapovjednik. Tijekom Prvog svjetskog rata zapovijedao je 7. konjičkom divizijom i XI. korpusom na Istočnom bojištu. 

## Vojna karijera
Ignaz von Korda je rođen 12. rujna 1858. u Josefstadtu. Pohađao je Terezijansku vojnu akademiju, te po završetku iste 1877. s činom poručnika služi u 4. dragunskoj pukovniji. U navedenoj pukovniji služi do 1884. godine kada prelazi na službu u Glavni stožer. Od iduće 1885. godine nalazi se na službi u 11. dragunskoj pukovniji, te istodobno predaje i u časničkoj školi za konjicu. U studenom 1889. promaknut je u čin konjičkog satnika (rittmeistera) 2. klase, dok od 1892. služi u 4. dragunskoj pukovniji. U svibnju 1893. unaprijeđen u čin konjičkog satnika 1. klase, dok je u čin bojnika promaknut u studenom 1895. kada ponovno prelazi na službu u Glavni stožer. 
U svibnju 1898. unaprijeđen je u čin potpukovnika, dok čin pukovnika dostiže u studenom 1901. godine kada je upućen na službu u 9. husarsku pukovniju. Godine 1907. postaje zapovjednikom 8. konjičke brigade, dok je u svibnju iduće, 1908. godine, unaprijeđen u čin general bojnika. Osmom konjičkom brigadom zapovijeda do 1911. kada preuzima zapovjedništvo nad 7. konjičkom divizijom kojom zapovijeda i na početku Prvog svjetskog rata. U međuvremenu je, u travnju 1912., promaknut u čin podmaršala.

## Prvi svjetski rat
Na početku Prvog svjetskog rata 7. konjička divizija nalazila se u sastavu Armijske grupe Kummer, te je držala položaje na sjevernom dijelu Istočnog bojišta pokušavajući neuspješno prodrijeti u Poljsku. Nakon toga 7. konjička divizija prelazi u sastav najprije 1. armije, te potom u listopadu 1914. u sastav 2. armije u sklopu koje Korda sudjeluje u Karpatskim ofenzivama. U ožujku 1915. Korda postaje zapovjednikom XI. korpusa zamijenivši na tom mjestu Stefana Ljubicica. Zapovijedajući XI. korpusom u sklopu 7. armije sudjeluje u uspješnoj ofenzivi Gorlice-Tarnow za što je u rujnu 1915. promaknut u čin generala konjice. 
U lipnju 1916. Kordin XI. korpus je žestoko napadnut u Brusilovljevoj ofenzivi. Korda nije uspio zaustaviti rusko napredovanje u navedenoj ofenzivi, te u srpnju smijenjen s mjesta zapovjednika XI. korpusa na kojem mjestu ga je zamijenio Hugo von Habermann. U prosincu 1916. imenovan je vojnim zapovjednikom tvrđave Przemysl koju dužnost obnaša do prosinca 1917. godine.

## Poslije rata
Nakon mjesta zapovjednika tvrđave Przemysl Korda do kraja rata nije dobio novo zapovjedništvo. Preminuo je neposredno nakon završetka rata 11. prosinca 1918. u 61. godini života u Beču.

## Vanjske poveznice
(eng.) Ignaz von Korda na stranici Oocities.org

(njem.) Ignaz von Korda na stranici Weltkriege.at